# Niels Juel Arge
Niels Juel Arge (født 20. august 1920 i Tórshavn, død 5. marts 1995) var en færøsk radiodirektør, forfatter og politiker (SF).
Efter at have taget realeksamen i Tórshavn påtog han sig forefaldende arbejde. Han blev fastansat i det nyoprettede Útvarp Føroya i 1957 og var direktør for institutionen 1960–1990. Arge skrev en række hørespil og bøger og debuterede som forfatter med Argjamenn i 1978. Han blev tildelt Mentanarvirðisløn M. A. Jacobsens for faglitteratur i 1985.
Arge var kommunalbestyrelsesmedlem i Tórshavnar kommuna 1949–1952, og viceborgmester 1949–1951.
Han var far til Jógvan Arge og Magni Arge samt farfar til Uni Arge.